# Aartsbisdom Tours

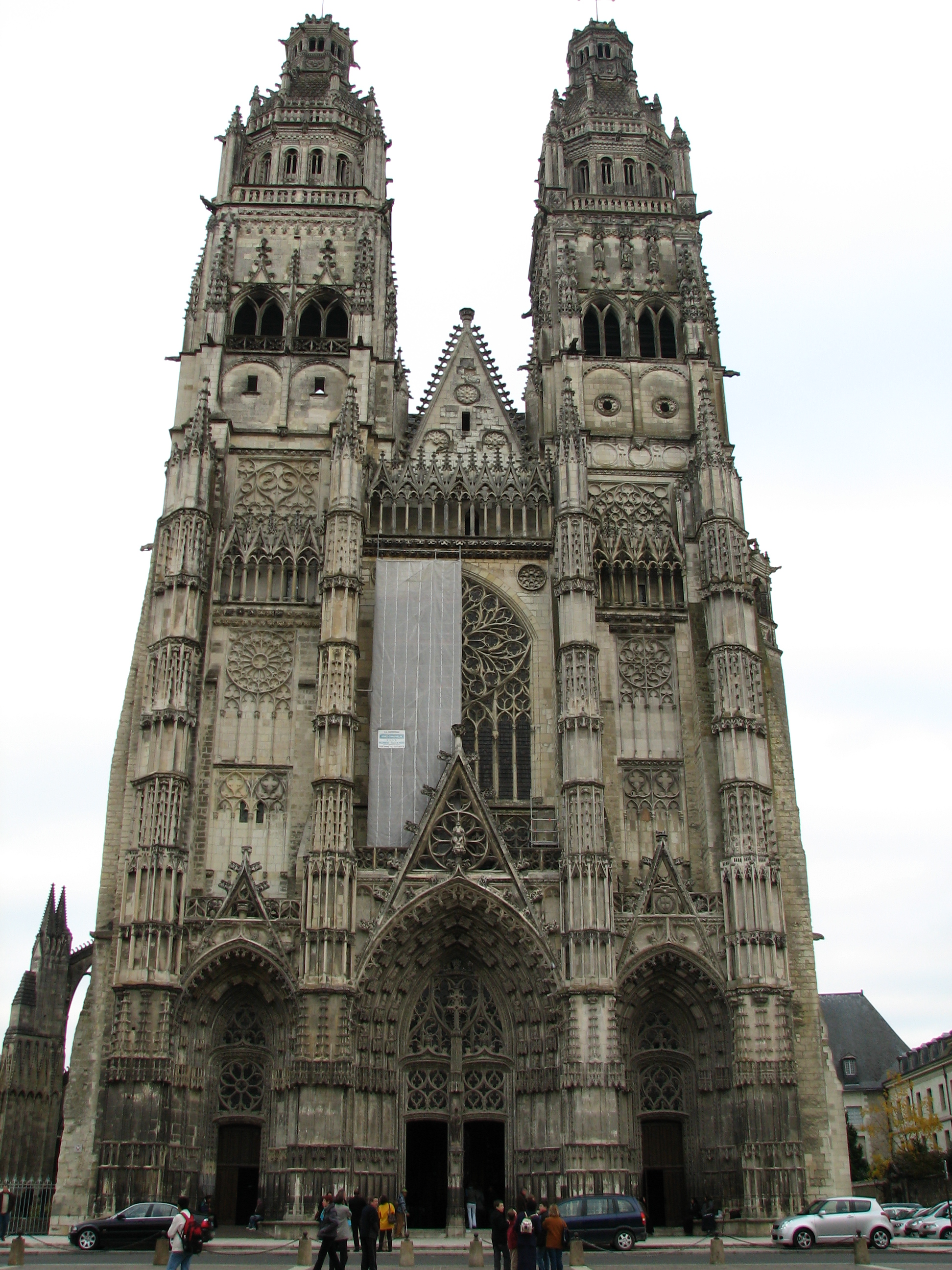
Kathedraal van Sint Gatianus in Tours.

Het Aartsbisdom Tours (Latijn: Archidioecesis Turonensis; Frans: Archidiocèse de Tours) is een rooms-katholiek metropolitisch aartsbisdom in Frankrijk. 
Het aartsbisdom omvat de historische Gallo-Romeinse provincie Civitas Turonum en de Franse provincie Touraine. Sinds 1790 komen de grenzen overeen met die van het departement van Indre-et-Loire. Gesticht in de 3e eeuw, werd het bisdom in 815 tot een aartsbisdom verheven. De eerste bisschop was de heilige Gatianus.

## Bisschoppen
1. St. Gatianus van Tours, ca. 249-301
2. St. Litorius, 338-370
3. St. Martinus van Tours, 371-397
4. St. Brixius, 397-443
5. St. Eustochius, 443-460
6. St. Perpetuus van Tours, 460-490
7. St. Volusianus van Tours, 491-498
8. Verus, 498-508
9. St. Licinius, 508-520
10. Theodorus en Proculus (samen), 520-521?
11. Dinfius, 521?
12. Ommatius, 521-525
13. Leo, 526
14. Francilio, 527-529
15. Injuriosus, 529-546
16. Baudinus, 546-552
17. Gunthar, 552-554
18. St. Eufronius van Tours, 555-573
19. Gregorius van Tours, 573-594
20. Pelagius I, 595-602
21. Luparus, 602-614
22. Agiric 614-617
23. Ginaldus, 617-618
24. Valatus, 618-619
25. Sigelaicus, 619-622
26. Leobaldus, 622-625
27. Modegisel, 625-638
28. Latinus, 638-650